# Frechas
Frechas is een plaats (freguesia) in de Portugese gemeente Mirandela en telt 1137 inwoners (2001).

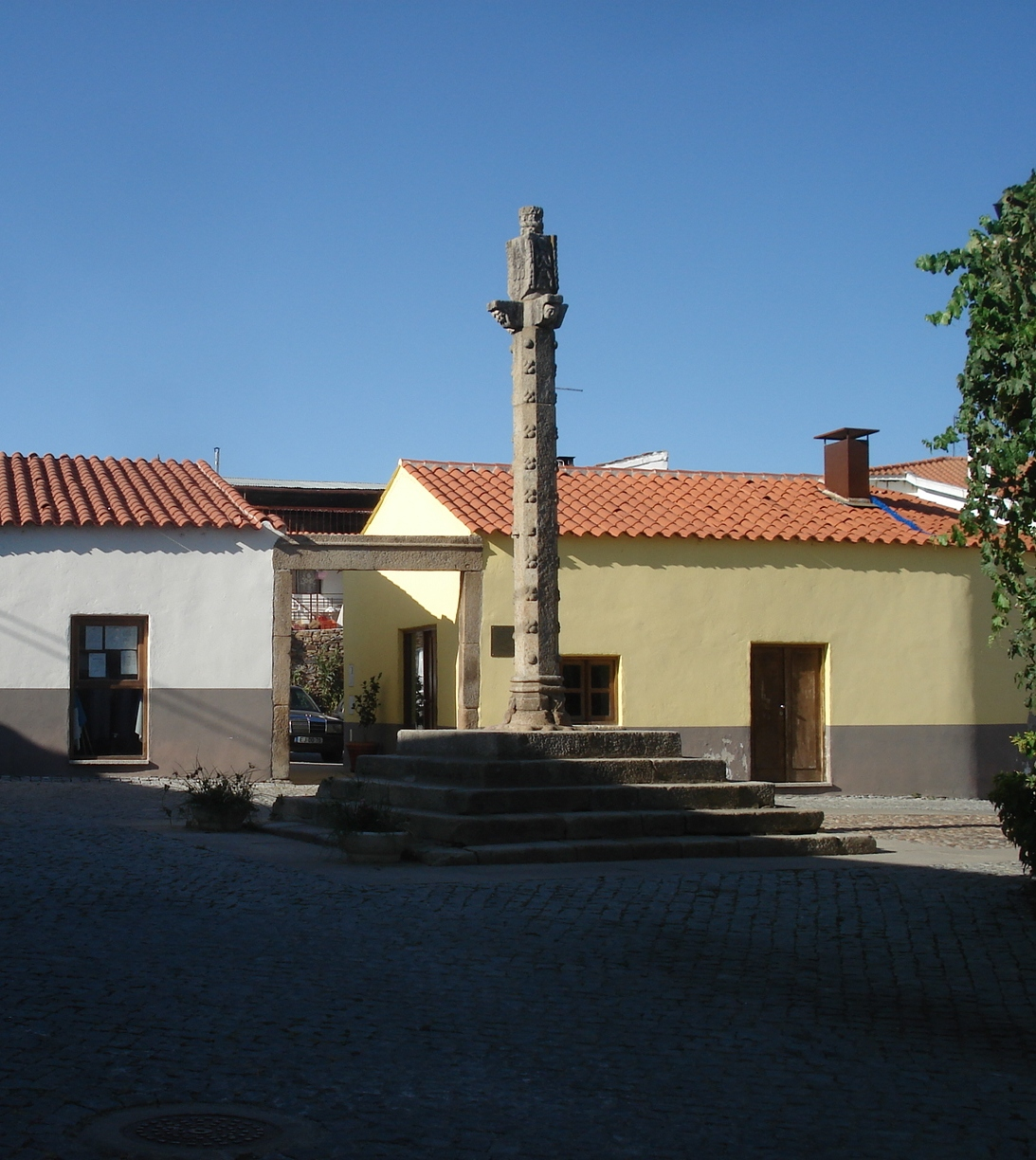
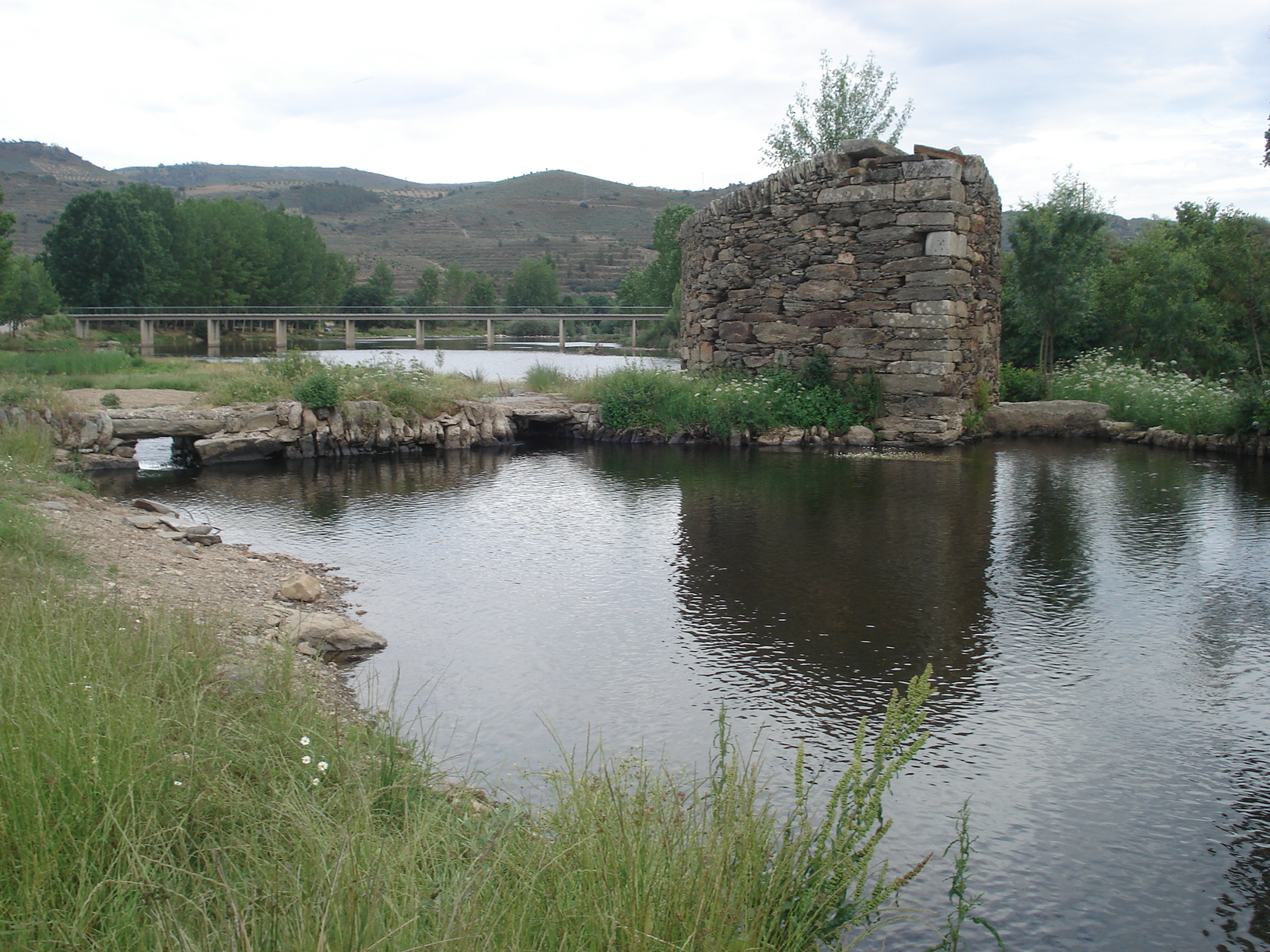
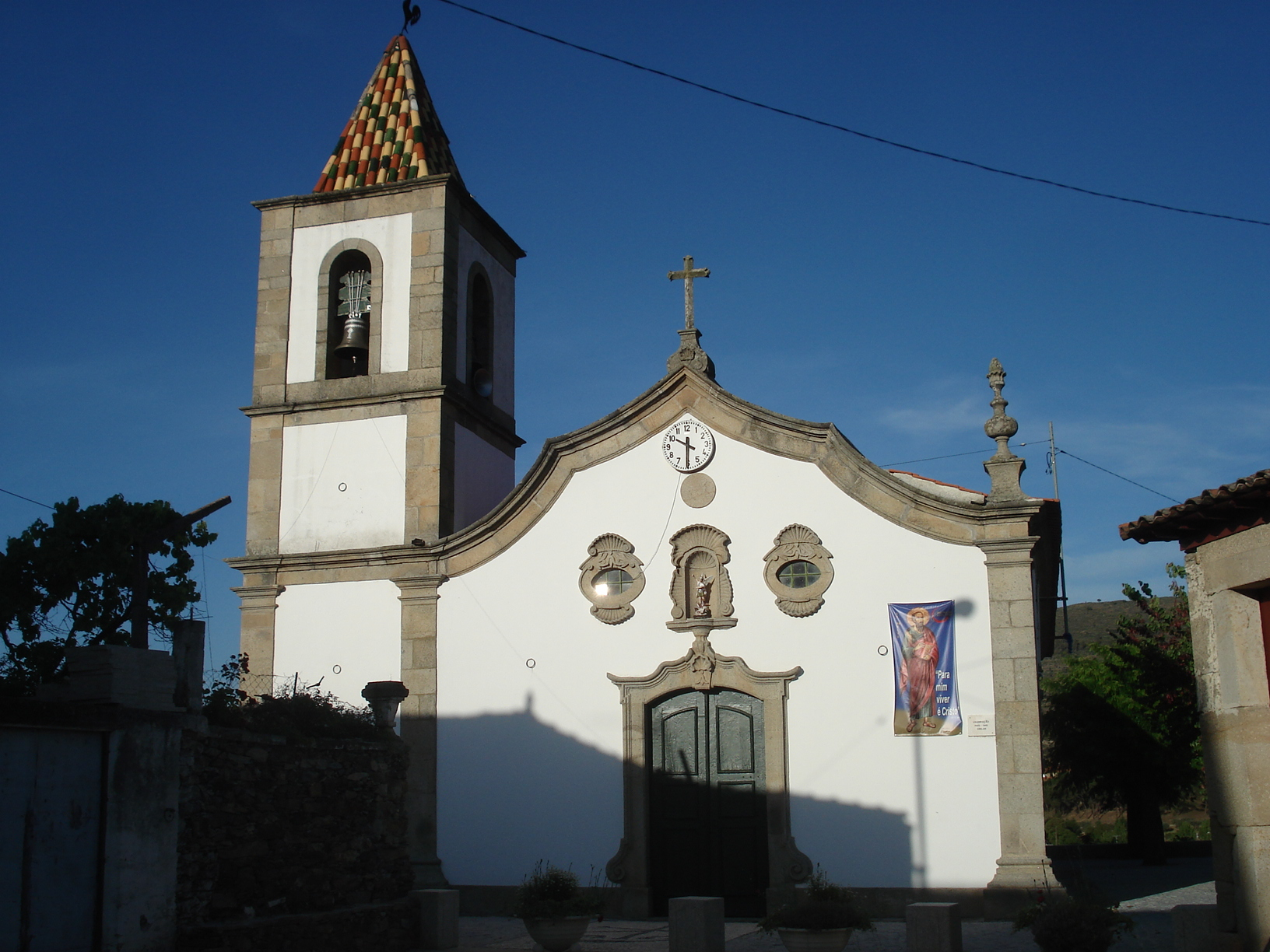
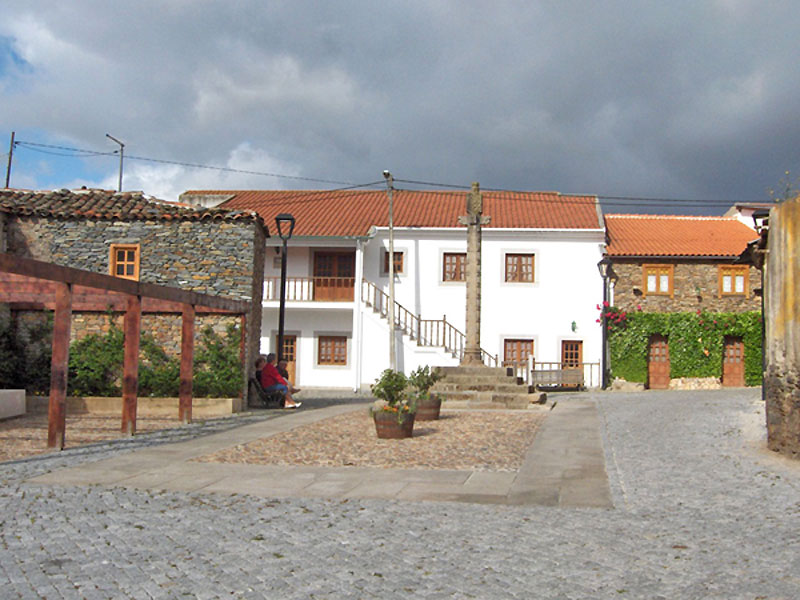